# César Vinício Cervo de Luca
César Vinício Cervo de Luca (Rio de Janeiro, 19 maggio 1979) è un allenatore di calcio, dirigente sportivo ed ex calciatore brasiliano, di ruolo difensore.

## Carriera

### Giocatore

#### Inizi in Brasile
Ha esordito nel campionato brasiliano con il Fluminense. In quattro stagioni ha collezionato oltre cento presenze.

#### ChievoVerona e Catania
È passato poi al ChievoVerona nel 2003, con cui ha esordito in Serie A. Nel gennaio 2005 è approdato al Catania, con cui ha conquistato la promozione in Serie A nel maggio 2006. A lungo fermo per un infortunio, ha giocato titolare l'ultima parte della stagione 2007-2008 ed è poi tornato al ChievoVerona.

#### Padova, Juve Stabia e Cremonese
Viene ceduto in prestito al Padova nel mercato di gennaio del 2009. A giugno dello stesso anno ritorna alla società veronese, poi il 18 luglio 2009 viene acquistato a titolo definitivo dal Padova, con cui firma un contratto biennale. Trova il primo goal con la maglia biancoscudata il 29 gennaio 2010.
A fine contratto non rinnova con il Padova rimanendo per un breve periodo senza contratto. Il 29 agosto 2011 firma un contratto biennale con la Juve Stabia. Dopo quindici giorni e una partita disputata decide, in accordo con la società stabiese, di lasciare la squadra rescindendo il proprio contratto e di tornare in patria insieme alla famiglia. Il 3 gennaio 2012 decide di rimanere in Italia, firmando un contratto annuale con la Cremonese.

#### Virtus Entella
Il 10 agosto seguente firma per la Virtus Entella, club ligure neo-promosso in Prima Divisione. Fa il suo esordio con la nuova maglia il 9 settembre nella vittoria interna per 4-1 contro il Treviso. Segna il suo primo gol in maglia biancoceleste il 6 gennaio nella sfida vinta per 2-0 contro il Tritium. Conclude la stagione con 31 presenze e 1 gol, comprese le due partite della semifinale play-off persa contro il Lecce.
A luglio rinnova il contratto con l'Entella per un'altra stagione, quella del Centenario, con ingaggio ridotto e il 17 luglio parte regolarmente con la squadra per il ritiro di Sondalo.
Il 5 agosto, in Entella-Gualdo 5-2 del primo turno di Coppa Italia, segna di testa il suo primo gol stagionale, il secondo con la maglia biancoceleste. In tutto gioca 33 partite e segna 4 gol contribuendo alla storica promozione in Serie B nell'anno del Centenario.
Per la stagione seguente è ancora all'Entella confermandosi titolare ancora in coppia con Russo e da gennaio con Ligi. Il 21 marzo 2015 in Entella-Catania 2-0 il capitano Volpe uscendo dal campo per la prima volta gli cede la fascia. Con 32 presenze e 1 gol totali non riesce ad evitare la retrocessione dell'Entella dopo aver perso i play-out contro il Modena; nella gara di ritorno terminata 1-1 il 6 giugno Cesar raggiunge quota 100 presenze e 6 gol complessivi con i biancocelesti.
In carriera ha totalizzato complessivamente 18 presenze in Serie A, con una rete all'attivo in occasione del pareggio esterno del Chievo con il Parma del 14 novembre 2004, e 188 presenze e 9 reti in Serie B.

### Dopo il ritiro
Rimasto svincolato, il 27 luglio 2015 lascia il calcio giocato per diventare Team Manager dell'Entella. Il 2 agosto 2018 César lascia l’Entella dopo la retrocessione in Serie C e a novembre decide di tornare a giocare nel Marina Giulia, squadra di Chiavari che milita in Terza Categoria, ma il tesseramento non avverrà.

### Allenatore
Il 2 maggio 2019, a due giornate dalla fine della stagione regolare, viene ingaggiato dall'Hellas Verona come collaboratore tecnico dell'allenatore Alfredo Aglietti, ex mister dell’Entella, fino al termine della stagione nella quale raggiunge il quinto posto finale e la promozione in serie A vincendo i playoff.
Nel 2020 segue Aglietti anche al Chievo Verona arrivando fino alla semifinale play-off e nel settembre di quell’anno inizia a frequentare a Coverciano il corso UEFA A per poter allenare le prime squadre fino alla Serie C ed essere allenatore in seconda in Serie A e B.
Nell'estate del 2021 diventa il vice allenatore di Aglietti alla Reggina, fino al 13 dicembre successivo, quando viene sollevato dall'incarico in seguito all'esonero del mister toscano. Dal 21 dicembre 2022 al 16 gennaio 2023 è il vice di Aglietti al Brescia. A febbraio viene richiamato al Brescia come vice di Davide Possanzini, suo compagno di squadra alla Cremonese, per due partite. A inizio 2024 è sempre il secondo di Aglietti al Lecco.

## Statistiche

### Presenze e reti nei club
| Stagione              | Squadra               | Campionato            | Campionato | Campionato | Coppe nazionali | Coppe nazionali | Coppe nazionali | Coppe continentali | Coppe continentali | Coppe continentali | Altre coppe | Altre coppe | Altre coppe | Totale | Totale |
| Stagione              | Squadra               | Comp                  | Pres       | Reti       | Comp            | Pres            | Reti            | Comp               | Pres               | Reti               | Comp        | Pres        | Reti        | Pres   | Reti   |
| --------------------- | --------------------- | --------------------- | ---------- | ---------- | --------------- | --------------- | --------------- | ------------------ | ------------------ | ------------------ | ----------- | ----------- | ----------- | ------ | ------ |
| 2003-2004             | Chievo                | A                     | 2          | 0          | CI              | 0               | 0               | -                  | -                  | -                  | -           | -           | -           | 2      | 0      |
| 2004-gen. 2005        | Chievo                | A                     | 5          | 1          | CI              | 2               | 0               | -                  | -                  | -                  | -           | -           | -           | 7      | 1      |
| gen.-giu. 2005        | Catania               | B                     | 19         | 0          | CI              | -               | -               | -                  | -                  | -                  | -           | -           | -           | 19     | 0      |
| 2005-2006             | Catania               | B                     | 29         | 3          | CI              | 1               | 0               | -                  | -                  | -                  | -           | -           | -           | 30     | 3      |
| 2006-2007             | Catania               | A                     | 8          | 0          | CI              | 0               | 0               | -                  | -                  | -                  | -           | -           | -           | 8      | 0      |
| Totale Catania        | Totale Catania        | Totale Catania        | 56         | 3          |                 | 1               | 0               |                    | -                  | -                  |             | -           | -           | 57     | 3      |
| 2007-2008             | Chievo                | B                     | 36         | 4          | CI              | 1               | 0               | -                  | -                  | -                  | -           | -           | -           | 37     | 4      |
| 2008-gen. 2009        | Chievo                | A                     | 3          | 0          | CI              | 1               | 0               | -                  | -                  | -                  | -           | -           | -           | 4      | 0      |
| Totale Chievo         | Totale Chievo         | Totale Chievo         | 46         | 5          |                 | 4               | 0               |                    | -                  | -                  |             | -           | -           | 50     | 5      |
| gen.-giu. 2009        | Padova                | 1D                    | 15+4       | 0          | CI+CI-LP        | -               | -               | -                  | -                  | -                  | -           | -           | -           | 19     | 0      |
| 2009-2010             | Padova                | B                     | 37+2       | 0          | CI              | 1               | 0               | -                  | -                  | -                  | -           | -           | -           | 40     | 0      |
| 2010-2011             | Padova                | B                     | 36+4       | 1          | CI              | 1               | 0               | -                  | -                  | -                  | -           | -           | -           | 41     | 1      |
| Totale Padova         | Totale Padova         | Totale Padova         | 88+10      | 1          |                 | 2               | 0               |                    | -                  | -                  |             | -           | -           | 100    | 1      |
| ago.-set. 2011        | Juve Stabia           | B                     | 1          | 0          | CI              | -               | -               | -                  | -                  | -                  | -           | -           | -           | 1      | 0      |
| gen.-giu. 2012        | Cremonese             | 1D                    | 12+2       | 0          | CI-LP           | -               | -               | -                  | -                  | -                  | -           | -           | -           | 14     | 0      |
| 2012-2013             | Virtus Entella        | 1D                    | 29+2       | 1          | CI+CI-LP        | 1+1             | 0               | -                  | -                  | -                  | -           | -           | -           | 33     | 1      |
| 2013-2014             | Virtus Entella        | 1D                    | 29         | 3          | CI+CI-LP        | 2+0             | 1               | -                  | -                  | -                  | SdL-1D      | 2           | 0           | 33     | 4      |
| 2014-2015             | Virtus Entella        | B                     | 30+2       | 1          | CI              | 2               | 0               | -                  | -                  | -                  | -           | -           | -           | 34     | 1      |
| Totale Virtus Entella | Totale Virtus Entella | Totale Virtus Entella | 88+4       | 5          |                 | 6               | 1               |                    | -                  | -                  |             | 2           | 0           | 100    | 6      |
| Totale carriera       | Totale carriera       | Totale carriera       | 307        | 14         |                 | 13              | 1               |                    | -                  | -                  |             | 2           | 0           | 322    | 15     |

## Palmarès

### Competizioni statali
- Campionato Carioca: 1

Fluminense: 2002

### Competizioni nazionali
- Lega Pro Prima Divisione: 1

Virtus Entella: 2013-2014
- Campionato italiano di Serie B: 1

ChievoVerona: 2007-2008